# M1 8インチ砲

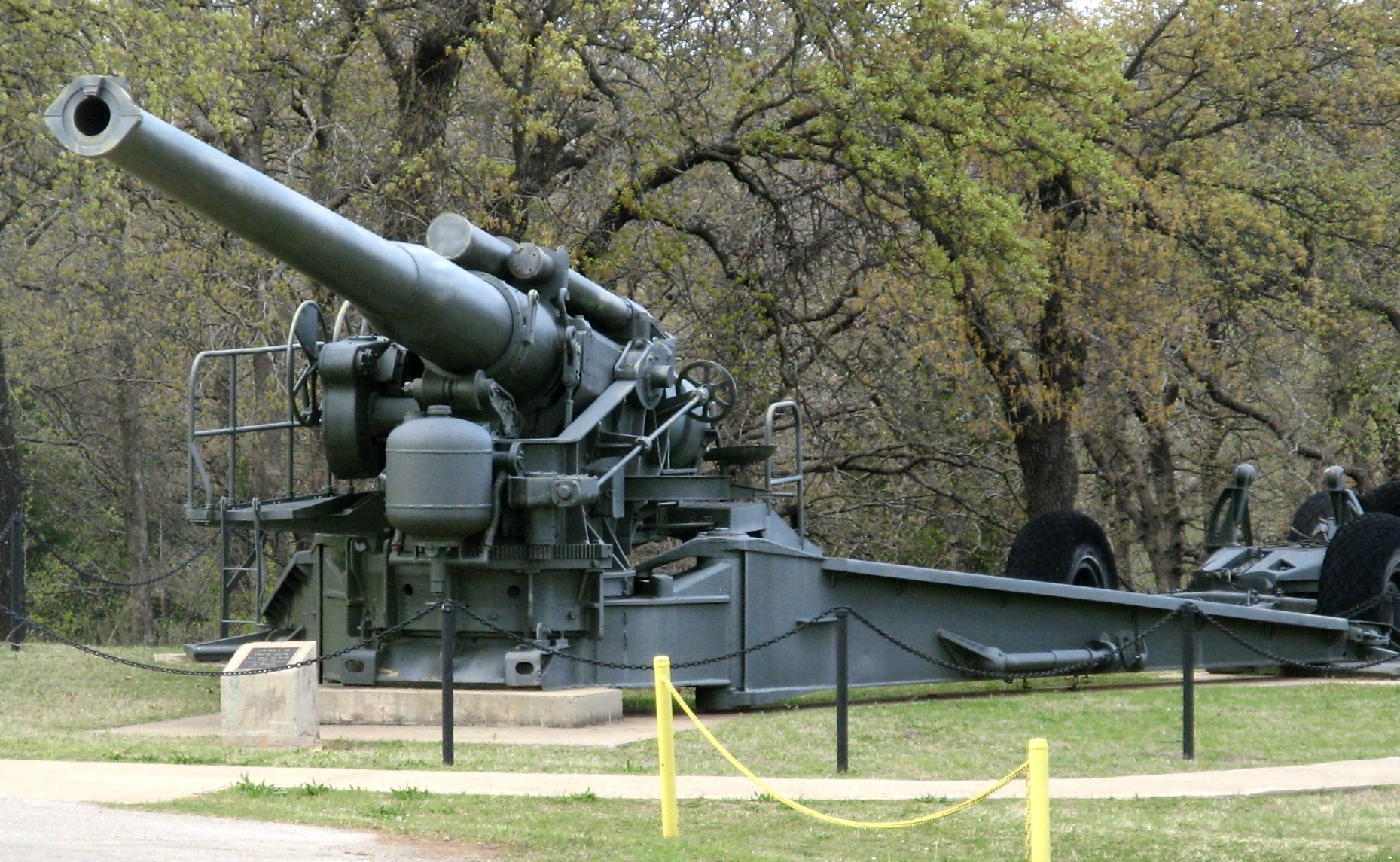
M1 8インチ砲
オクラホマシティの第45歩兵師団博物館の展示品

M1 8インチ砲（M1 8インチほう、8 inch Gun M1）は、アメリカ合衆国が1944年に制式化したカノン砲である。

## 概要
33,500ヤード(30,600メートル)の射程を持つ長射程砲として1940年6月より開発され、1944年1月に制式化された。
同時期に開発が開始されたM1 240mm榴弾砲と共通の砲架、及び周辺機材を用いた大口径カノン砲として開発されたが、重量的に240mm榴弾砲以上に過大であり、軍が開発にあたり掲げた「鉄道輸送以外の手段で輸送できるよう、44,000ポンド(20,000kg)までの重量の2つの部位に分割し、2台の牽引車で路上を時速25マイル(時速40km)で牽引できること」という条件をかろうじて満たせるもので、運用上の制約が多く、また実際に完成した試作砲は射撃精度や砲身命数(砲身寿命)の低さといった問題を抱えていた。そのため、制式化されたものの大規模な発注が行われず、少数が生産されアメリカ陸軍及びイギリス陸軍で運用されたのみで、設計の改良作業中に終戦を迎えている。
240mm榴弾砲と同じく、自走化したものとしてM26重戦車の車体を発展させたものに搭載したT93 203mm自走カノン砲が開発されたが、同様に試作に終わっている。
第二次世界大戦後、アメリカ軍では8インチ(203mm)重砲としてはM115 203mm榴弾砲の長砲身化を目指す、という方針を決定したため、本砲の改良計画は打ち切られ、第2次世界大戦後早期に退役した。

## 諸元・性能

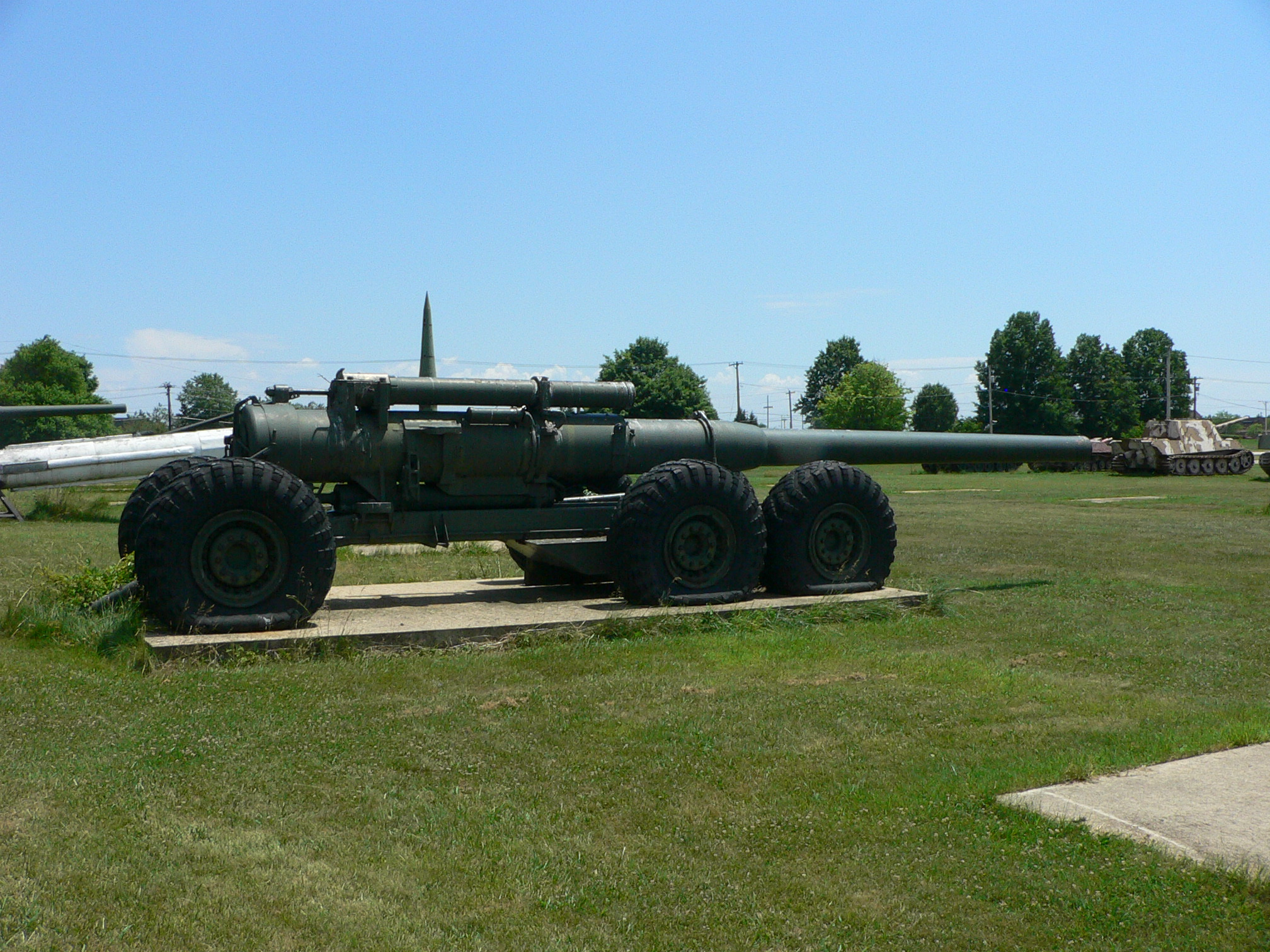
M2運搬台車(M2 Ordnance Maintenance Transport Wagon)に積載された状態のM1 8インチ砲の砲身部分

諸元
- 種別: カノン砲(攻城砲）
- 口径: 203mm（8in）
- 砲身長: 10,160mm(33ft 4in)（50口径）
- 重量: 31,400kg(69,300lb)
- 全幅: 2.790mm
- 砲員数: 14名

性能
- 俯仰角: 最低＋10度　最高＋50度
- 旋回角: 左右30度(40度／改良後)
- 初速: 870m/s(2,840ft/s)
- 有効射程: 20100m(12.5mile)
- 最大射程: 32570m(20.24mile)
- 発射速度: 30発/時（持続）

砲弾・装薬
- 弾薬: 分離装薬式

運用史
- 開発国: アメリカ合衆国
- 生産期間: 1944年－1945年